# Секерно-Подмесьце
Секерно-Подмесьце (пол. Siekierno-Podmieście) — село в Польщі, у гміні Бодзентин Келецького повіту Свентокшиського воєводства.
У 1975-1998 роках село належало до Келецького воєводства.